# Stagnationszustand einer solarthermischen Anlage
Der Stagnationszustand einer solarthermischen Anlage ist ein Stillstand des Sonnenkollektorkreislaufs.
Eine Stagnation kann unterschiedliche Ursachen haben. Meist tritt sie im Sommer auf, wenn der Wärmespeicher bereits voll ist und die zusätzliche Wärme aus dem Sonnenkollektor nicht mehr abgeführt werden kann. Auch ein Strom- oder Pumpenausfall kann die Ursache sein. Wenn der Wärmespeicher die höchste vorgesehene Temperatur erreicht hat, schaltet die Pumpe automatisch ab. Die Flüssigkeit in den Kollektoren erhitzt sich dann stark bis hin zum Verdampfen der Solarflüssigkeit. Ist die Anlage hinreichend abgekühlt, schaltet sich die Umwälzpumpe wieder ein und die Flüssigkeit wird aus dem Ausdehnungsgefäß wieder zurückgedrückt. Dieser Zustand ist so eingeplant und unkritisch. Jedoch werden die Anlagenkomponenten im Kollektorkreis hohen Temperaturbeanspruchungen ausgesetzt, was insbesondere für die Solarflüssigkeit problematisch sein kann. Eine Anlage sollte so konzipiert sein, dass eine Stagnation möglichst selten eintritt. Sie lässt sich durch gute Anlagenplanung mehr oder weniger vermeiden. Sie hängt unter anderem von der Pufferspeichergröße, der Kollektorfeldgröße und dem solaren Deckungsgrad ab. Bei bestimmten Anlagentypen wie dem Drain-Back-System wird einer Stagnation automatisch vorgebeugt.